# Anchoa colonensis
Anchoa colonensis är en fiskart som beskrevs av Hildebrand, 1943. Anchoa colonensis ingår i släktet Anchoa och familjen Engraulidae. Inga underarter finns listade i Catalogue of Life.